# Brzezia Łąka (gromada 1954–1961)
Brzezia Łąka (od 31 XII 1961 Śliwice) – dawna gromada, czyli najmniejsza jednostka podziału terytorialnego Polskiej Rzeczypospolitej Ludowej w latach 1954–1972.
Gromady, z gromadzkimi radami narodowymi (GRN) jako organami władzy najniższego stopnia na wsi, funkcjonowały od reformy reorganizującej administrację wiejską przeprowadzonej jesienią 1954 do momentu ich zniesienia z dniem 1 stycznia 1973, tym samym wypierając organizację gminną w latach 1954–1972.
Gromadę Brzezia Łąka z siedzibą GRN w Brzeziej Łące utworzono – jako jedną z 8759 gromad na obszarze Polski – w powiecie oleśnickim w woj. wrocławskim, na mocy uchwały nr 23/54 WRN we Wrocławiu z dnia 2 października 1954. W skład jednostki weszły obszary dotychczasowych gromad Brzezia Łąka, Śliwice i Pietrzykowice ze zniesionej gminy Brzezia Łąka w tymże powiecie. Dla gromady ustalono 11 członków gromadzkiej rady narodowej. 
1 stycznia 1960 do gromady Brzezia Łąka włączono wsie Kątna, Oleśniczka i Piszkała ze zniesionej gromady Oleśniczka w tymże powiecie.
31 grudnia 1961 do gromady Brzezia Łąka włączono obszar zniesionej gromady Kiełczów w tymże powiecie, po czym gromadę Brzezia Łąka zniesiono, przenosząc siedzibę GRN z Brzeziej Łąki do Śliwic i zmieniając nazwę jednostki na gromada Śliwice.